# Neuroacantocitosi
In medicina, con neuroacantocitosi si intendono una serie di diverse condizioni neurologiche genetiche in cui vi è la presenza nel sangue di globuli rossi spiculati e deformi, chiamati acantociti.
Le sindromi neuroacantocitotiche "core" (principali), in cui gli acantociti sono una caratteristica tipica, sono l'acantocitosi coreana e la sindrome di McLeod. Gli acantociti si riscontrano meno frequentemente in altre condizioni, tra cui la sindrome simil-malattia di Huntington 2 (HDL2) e la neurodegenerazione associata alla pantotenato chinasi.
Le sindromi da neuroacantocitosi sono causate da una serie di mutazioni genetiche e producono una varietà di caratteristiche cliniche, ma comportano principalmente neurodegenerazione del cervello, in particolare dei gangli della base.
Le varie malattie sono ereditarie ma rare.